# José Ballivián

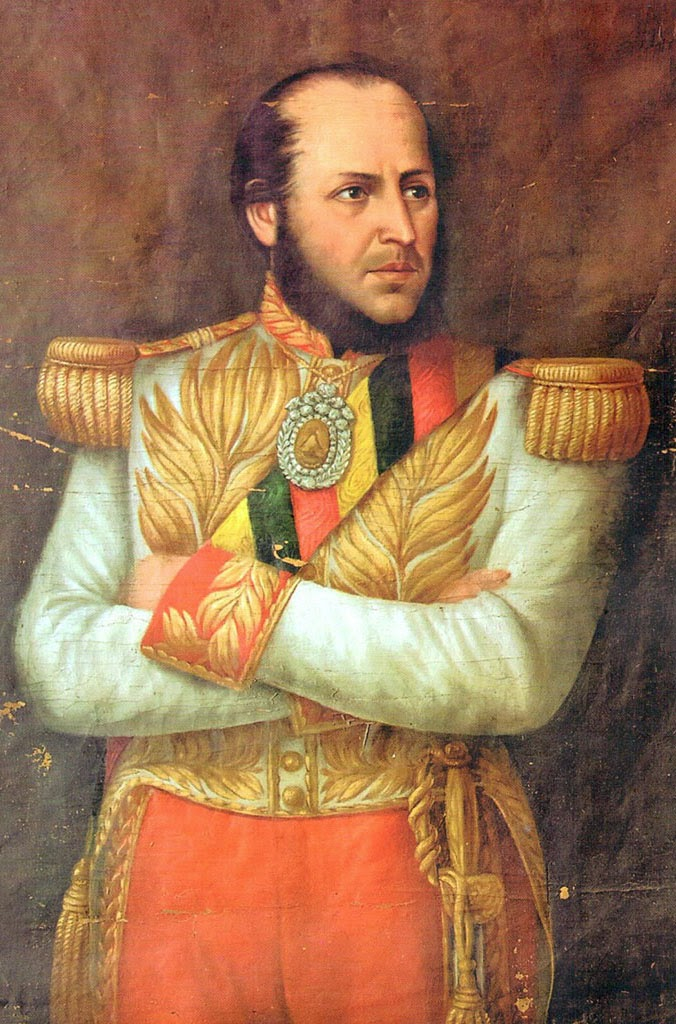
Porträt von José Ballivián

José Ballivián (* 5. Mai 1805 in La Paz; † 6. Oktober 1852 in Rio de Janeiro) war bolivianischer General im Peruanisch-Bolivianischen Konföderationskrieg und 9. Präsident von Bolivien vom 27. September 1841 bis 23. Dezember 1847.
José Ballivián wurde in einer wohlhabenden Familie als Sohn von Jorge Ballivián  und Isidora Segurola geboren. Bereits im Jahr 1817 nahm er an militärischen Übungen unter dem spanischen Verwalter der Stadt, Mariano Ricafort, teil und verließ seine Heimatstadt, kehrte aber bereits im folgenden Jahr unter Sánchez Lima zurück.
Im November 1841 besiegte er den peruanischen General Agustín Gamarra bei der Schlacht von Ingavi und verhinderte so die peruanische Invasion seines Heimatlandes. Dieser Sieg macht ihn zum Nationalhelden, so dass ihm noch im gleichen Jahr die Präsidentschaft angetragen wurde. Es gelang ihm jedoch nicht, die Unterstützung des Militärs zu erreichen, so dass er auf Dauer keine stabile Regierung bilden konnte. Im Dezember 1847 wurde er durch einen Umsturz aus dem Amt vertrieben und floh im Januar 1848 u. a. nach Brasilien, wo er bis zu seinem Tod im Exil lebte. 
Die bolivianische Provinz Ballivián im Departamento Beni trägt ihm zu Ehren heute seinen Namen. Sein Sohn Adolfo Ballivián Coll wurde 1873 ebenfalls Präsident von Bolivien.